# 古露脊鲸属
古露脊鲸属（学名：Archaeobalaena）是露脊鲸科下的一属小型露脊鲸类。

## 下属物种
本属包括以下物种：
- 道产子古露脊鲸 Archaeobalaena dosanko Tanaka et al., 2020，分布于北太平洋西部（日本北海道）